# Baron Botreaux

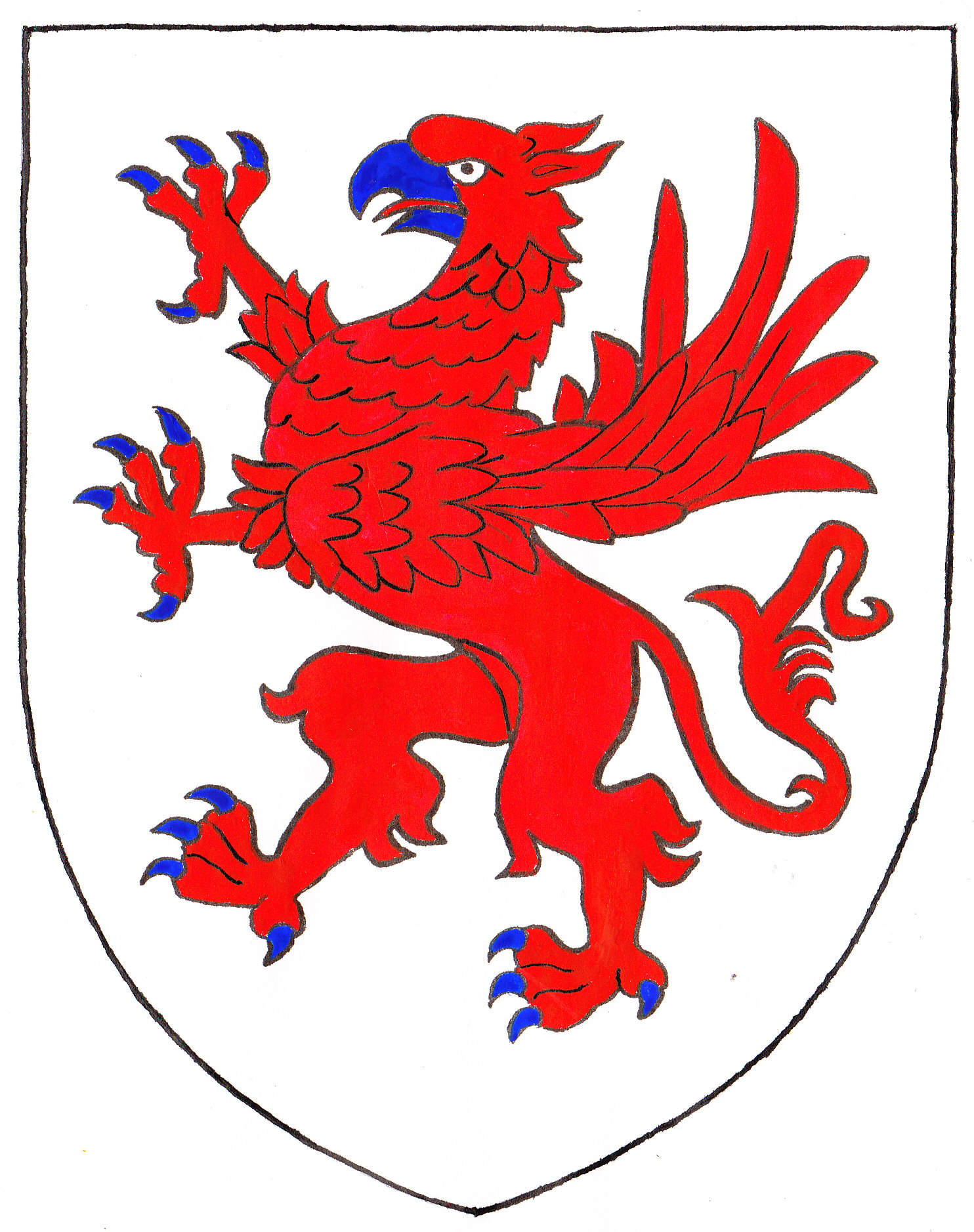
Ursprüngliches Wappen der Barone Botreaux

Baron Botreaux ist ein erblicher britischer Adelstitel in der Peerage of England.
Historischer Stammsitz der Barone war Boscastle in Cornwall.

## Verleihung und Geschichte des Titels
Der Titel wurde am 24. Februar 1368 für William de Botreaux geschaffen, indem dieser von König Eduard III. per Writ of Summons ins Parlament berufen wurde. Seine Familie entstammte vermutlich ursprünglich dem Ort Les Bottereaux in der Normandie. 
Als Barony by writ ist der Titel in Ermangelung männlicher Nachkommen auch in weiblicher Linie vererbbar. Beim Tod des 3. Barons fiel der Titel 1462 an dessen Tochter Margaret als 4. Baroness. Sie überlebte ihren Sohn und ihren Enkel, sodass sie 1477 den Titel an ihre Urenkelin Mary Hungerford als 5. Baroness Botreaux. Mary hatte bereits 1464 von ihrem Großvater väterlicherseits die Titel 4. Baroness Hungerford und 3. Baroness de Moleyns geerbt und heiratete um 1478 William Hastings, 1. Baron Hastings und ihr Sohn und Erbe George Hastings, 2. Baron Hastings wurde 1529 zum Earl of Huntingdon erhoben. Ab dem Tod Marys (vor 1533) war der Titel bis 1789 Baron Botreaux ein nachgeordneter Titel des jeweiligen Earls. 1789, beim Tod des 10. Earls, fiel das Earldom an einen entfernten Verwandten in männlicher Erblinie, die Baronien Botreaux, Hastings, Hungerford und de Moleyns fielen an dessen Schwester Lady Elizabeth, Gattin des John Rawdon, 1. Earl of Moira. Ihr Sohn und Erbe Francis, wurde 1817 zum Marquess of Hastings erhoben. Dessen Sohn, der 2. Marquess, erbte 1840 von seiner Mutter zudem den Titel 7. Earl of Loudoun. Dessen jüngerer Sohn, der 4. Marquess, erbte 1858 von seiner Mutter auch den Titel 21. Baron Grey de Ruthyn. Bei dessen Tod am 10. November 1868 erloschen das Marquessate, das Earldom Loudoun fiel an seine älteste Schwester Edith Rawdon-Hastings und die Baronien fielen in Abeyance zwischen seinen vier Schwestern. 1871 wurde die Abeyance der vier Baronien Hastings, Botreaux, Hungerford und de Moleyns zugunsten der vorgenannten Edith Rawdon-Hastings, 10. Countess of Loudoun, beendet. Deren Sohn, der 11. Earl, erbte 1895 von seinem Vater auch den Titel 2. Baron Donington. Bei dessen Tod am 17. Mai 1920 fiel die Baronie Donington an seinen Bruder, das Earldom Loudon an seine Nichte Edith Abney-Hastings und die übrigen Baronien fielen in Abeyance zwischen seinen Nichten. Die Abeyance der Baronien Hastings und Botreaux wurde 1921 zugunsten vorgenannter Edith Abney-Hastings, 12. Countess Loudon, beendet. Ebenso 1921 wurde auch der seit 1594 abeyante Titel Baron Stanley für sie als 7. Baroness wiederhergestellt. Bei ihrem Tod am 24. Februar 1960 fiel das Earldom Loudon an ihre älteste Tochter Barbara Abney-Hastings, ihre Baronien fielen erneut in Abeyance.
Der Zustand der Abeyance hält bis heute an. Heutige Co-Erben der Baronien Hastings und Botreaux sind: Simon Abney-Hastings, 15. Earl of Loudoun (* 1974), Sheena Williams (* 1941), Flora Purdie (* 1957) und Norman Angus MacLaren (* 1948).

## Liste der Barone Botreaux (1368)
- William de Botreaux, 1. Baron Botreaux († 1391)
- William de Botreaux, 2. Baron Botreaux († 1392)
- William de Botreaux, 3. Baron Botreaux (1389–1462)
- Margaret Hungerford, 4. Baroness Botreaux († 1477)
- Mary Hastings, 5. Baroness Botreaux († vor 1533)
- George Hastings, 1. Earl of Huntingdon, 6. Baron Botreaux (1488–1544)
- Francis Hastings, 2. Earl of Huntingdon, 7. Baron Botreaux (1514–1560)
- Henry Hastings, 3. Earl of Huntingdon, 8. Baron Botreaux (1536–1595)
- George Hastings, 4. Earl of Huntingdon, 9. Baron Botreaux (1540–1604)
- Henry Hastings, 5. Earl of Huntingdon, 10. Baron Botreaux (1586–1643)
- Ferdinando Hastings, 6. Earl of Huntingdon, 11. Baron Botreaux (1609–1656)
- Theophilus Hastings, 7. Earl of Huntingdon, 12. Baron Botreaux (1650–1701)
- George Hastings, 8. Earl of Huntingdon, 13. Baron Botreaux (1677–1705)
- Theophilus Hastings, 9. Earl of Huntingdon, 14. Baron Botreaux (1696–1746)
- Francis Hastings, 10. Earl of Huntingdon, 15. Baron Botreaux (1729–1789)
- Elizabeth Rawdon, Countess of Moira, 16. Baroness Botreaux (1731–1808)
- Francis Rawdon-Hastings, 1. Marquess of Hastings, 17. Baron Botreaux (1754–1826)
- George Rawdon-Hastings, 2. Marquess of Hastings, 18. Baron Botreaux (1808–1844)
- Paulyn Rawdon-Hastings, 3. Marquess of Hastings, 19. Baron Botreaux (1832–1851)
- Henry Rawdon-Hastings, 4. Marquess of Hastings, 20. Baron Botreaux (1842–1868) (Titel abeyant 1868)
- Edith Rawdon-Hastings, 10. Countess of Loudoun, 21. Baroness Botreaux (1833–1874) (Abeyance beendet 1871)
- Charles Rawdon-Hastings, 11. Earl of Loudoun, 22. Baron Botreaux (1855–1920) (Titel abeyant 1920)
- Edith Abney-Hastings, 12. Countess of Loudoun, 23. Baroness Botreaux (1883–1960) (Abeyance beendet 1921; Titel abeyant 1960)